# Football Association Red Boys Differdange
Il Football Association Red Boys Differdange è stata una squadra di calcio lussemburghese con sede a Differdange. Il club ha vinto 6 Campionati lussemburghesi e 15 coppe del Lussemburgo.

## Storia
Il club venne fondato nel 1907 come Sporting Club Differdange, e nella sua prima partecipazione al campionato lussemburghese, nel 1910-1911, ottenne il secondo posto finale dietro lo Sporting Luxembourg. Nel 1919 assunse il nome di Football Association Red Boys Differdange. A partire dagli anni '20 sino alla seconda guerra mondiale i Red Boys furono uno dei principali sodalizi calcistici della nazione, contendendosi il primato con lo Spora Luxembourg, aggiudicandosi cinque campionati ed otto coppe nazionali. Durante l'occupazione nazista del Lussemburgo il club assunse il nome di FK 07 Differdingen.
Nel 2003 il club si fuse con l'Differdange per dare origine al Differdange 03. Grazie alle 15 vittorie ottenute nella Coppa del Lussemburgo, i Red Boys risultano la squadra più titolata di questa competizione.
È rimasta attiva la sezione di pallamano.

## Palmarès

### Competizioni nazionali
- Campionato lussemburghese: 6

1922-1923, 1925-1926, 1930-1931, 1931-1932, 1932-1933, 1978-1979
- Coppa del Lussemburgo: 15

1924-1925, 1925-1926, 1926-1927, 1928-1929, 1929-1930, 1930-1931, 1933-1934, 1935-1936, 1951-1952, 1952-1953, 1957-1958, 1971-1972, 1978-1979, 1981-1982, 1984-1985
- Éirepromotioun: 1

1996-1997

### Altri piazzamenti
- Campionato lussemburghese:

Secondo posto: 1910-1911, 1933-1934, 1934-1935
Terzo posto: 1929-1930, 1935-1936
- Coppa del Lussemburgo:

Finalista: 1923–1924, 1931–1932, 1934–1935, 1947–1948, 1949–1950, 1954–1955, 1969–1970, 1976–1977, 1985–1986